# Shidler
Shidler és una ciutat dels Estats Units a l'estat d'Oklahoma. Segons el cens del 2000 tenia 520 habitants.

## Demografia
Segons el cens del 2000, Shidler tenia 520 habitants, 231 habitatges, i 148 famílies. La densitat de població era de 260,7 habitants per km².
Dels 231 habitatges en un 25,5% hi vivien nens de menys de 18 anys, en un 49,8% hi vivien parelles casades, en un 9,5% dones solteres, i en un 35,9% no eren unitats familiars. En el 31,6% dels habitatges hi vivien persones soles el 17,3% de les quals corresponia a persones de 65 anys o més que vivien soles. El nombre mitjà de persones vivint en cada habitatge era de 2,25 i el nombre mitjà de persones que vivien en cada família era de 2,78.
Per edats la població es repartia de la següent manera: un 23,5% tenia menys de 18 anys, un 9,6% entre 18 i 24, un 22,5% entre 25 i 44, un 23,1% de 45 a 60 i un 21,3% 65 anys o més.
L'edat mediana era de 41 anys. Per cada 100 dones de 18 o més anys hi havia 86 homes.
La renda mediana per habitatge era de 29.732 $ i la renda mediana per família de 35.156 $. Els homes tenien una renda mediana de 31.932 $ mentre que les dones 17.143 $. La renda per capita de la població era de 16.245 $. Entorn de l'11% de les famílies i el 15,9% de la població estaven per davall del llindar de pobresa.

## Poblacions més properes
El següent diagrama mostra les poblacions més properes.